# Marián Šťastný
Marián Šťastný (* 8. Januar 1953 in Bratislava, Tschechoslowakei) ist ein ehemaliger slowakischer Eishockeyspieler, der zwischen 1981 und 1986 fünf Spielzeiten in der National Hockey League verbrachte und mehrere Medaillen bei Eishockey-Weltmeisterschaften gewann.

## Karriere
Marián Šťastný begann seine Karriere beim Slovan CHZJD Bratislava, für den er ab 1970 in der tschechoslowakischen 1. Liga spielte. Er blieb seinem Verein bis 1980 treu, als er 14 Spiele für den HC Dukla Jihlava absolvierte. Während seiner Zeit in Bratislava wurde er zweimal in das All-Star-Team der Liga gewählt.
Seinen ersten internationalen Titelkampf bestritt Marian 1972 bei den U18-Europameisterschaften. Ab 1975 nahm er regelmäßig an Weltmeisterschaften teil und gewann 1976 und 1977 die Goldmedaille sowie 1975, 1978 und 1979 die Silbermedaille.
1980 nahm er zusammen mit seinen jüngeren Brüdern Peter und Anton an den Olympischen Winterspielen in Lake Placid teil. Während eines Turniers in Österreich setzten sich seine Brüder von der Mannschaft ab und kehrten nicht in die Tschechoslowakei zurück, sondern siedelten nach Kanada über. Marian kehrte zwar zurück, wurde aber aufgrund der Flucht seiner Brüder für die gesamte Spielzeit 1980/81 suspendiert. Im Sommer 1981 flüchtete er zusammen mit seiner Frau und drei Kindern ebenfalls nach Kanada und schloss sich als Free Agent den Quebec Nordiques an, wo bereits seine Brüder unter Vertrag standen. 1983 nahm er zusammen mit seinem Bruder Peter am NHL All-Star Game teil.
Marian blieb bis 1985 bei den Nordiques, die ihn vor der Saison 1985/86 an die Toronto Maple Leafs abgaben. Er spielte aber nur eine Saison für die Leafs und beendete seine Karriere nach einer Spielzeit beim HC Sierre in der Schweizer Nationalliga A. Zunächst arbeitete er als Trainer des HC Sierre. Später zog er in die Nähe von Québec und arbeitete unter anderem als Nachwuchstrainer. Heute besitzt er einen Golfclub und ein Hotel in St. Nicolas am Saint Lawrence River.
Neben seinen beiden jüngeren Brüdern sind oder waren weitere Mitglieder seiner Familie Eishockeyspieler: Sein älterer Bruder Vladimír war Assistenztrainer der slowakischen Eishockeynationalmannschaft. Seine beiden Neffen, Yan Stastny und Paul Stastny, sind aktive NHL-Spieler.

## Erfolge und Auszeichnungen
| - 1978 All-Star-Team der 1. Liga - 1979 Tschechoslowakischer Meister mit Slovan CHZJD Bratislava - 1979 Bester Stürmer der 1. Liga | - 1979 All-Star-Team der 1. Liga - 1983 NHL All-Star Game |

### International
| - 1975 Silbermedaille bei der Weltmeisterschaft - 1976 Goldmedaille bei der Weltmeisterschaft - 1977 Goldmedaille bei der Weltmeisterschaft | - 1979 Silbermedaille bei der Weltmeisterschaft - 1978 Silbermedaille bei der Weltmeisterschaft |

## Statistik
*Statistiken unvollständig